# Przedbórz (województwo podkarpackie)
Przedbórz – wieś w Polsce położona w województwie podkarpackim, w powiecie kolbuszowskim, w gminie Kolbuszowa.
| SIMC    | Nazwa         | Rodzaj    |
| ------- | ------------- | --------- |
| 0652441 | Brzeziny      | część wsi |
| 0652458 | Budy          | część wsi |
| 0652464 | Dworskie Pola | część wsi |
| 0652470 | Łąki          | część wsi |
| 0652487 | Malców        | część wsi |
| 0652493 | Pod Hutą      | część wsi |
| 0652501 | Podlesie      | część wsi |
| 0652518 | Przymiarki    | część wsi |
| 0652524 | Za Górami     | część wsi |

W latach 1975–1998 miejscowość położona była w województwie rzeszowskim.
Miejscowość jest siedzibą parafii św. Józefa Rzemieślnika, należącej do dekanatu Kolbuszowa Zachód, diecezji rzeszowskiej.